# Lasioglossum hemimelas
Lasioglossum hemimelas är en biart som först beskrevs av Cockerell 1901. Den ingår i släktet smalbin och familjen vägbin. Inga underarter finns listade i Catalogue of Life. Arten finns främst i västra USA.

## Beskrivning
Endast honor har påträffats. Det avlånga huvudet och mellankroppen är svagt blågrönt med bruna inslag. Munskölden är svartbrun på den övre halvan, rödbrun på den undre. Antennerna är mörkbruna, undersidan på de yttre delarna brun till rödbrun. Benen är mörkbruna med de fyra bakre fötterna rödbruna. Vingarna är halvgenomskinliga med rödbruna ribbor och mörkt rödbruna vingfästen. Bakkroppssegmenten är mörkbruna med rödbruna kanter. Behåringen är glest vitaktig. Som de flesta smalbin är arten liten, även om arten är stor för att vara ett smalbi: Kroppslängden är 5,8 till 6,2 mm och framvingelängden 4,2 till 4,3 mm.

## Utbredning och ekologi
Lasioglossum hemimelas är en sällsynt art som bara har påträffats i New Mexico i södra USA; det antas emellertid att den även förekommer i den angränsande delstaten Colorado och eventuellt också Wisconsin (i det senare fallet baserat på ett (1) fynd). Den lever i bergsområden på höga höjder.